# ジュラ・ハウンド
ジュラ・ハウンド（英: Jura Hound）は、スイスのジュラ州原産のセントハウンド犬種である。スイス・ハウンドの1つに含まれる。ドイツ語ではジュラ・ラウフフント（Jura Laufhund）という。
セント・ヒューバート・ジュラ・ハウンドと区別する際にはブルーノ・ジュラ・ハウンド（Bruno Jura Hound）と呼ばれる。

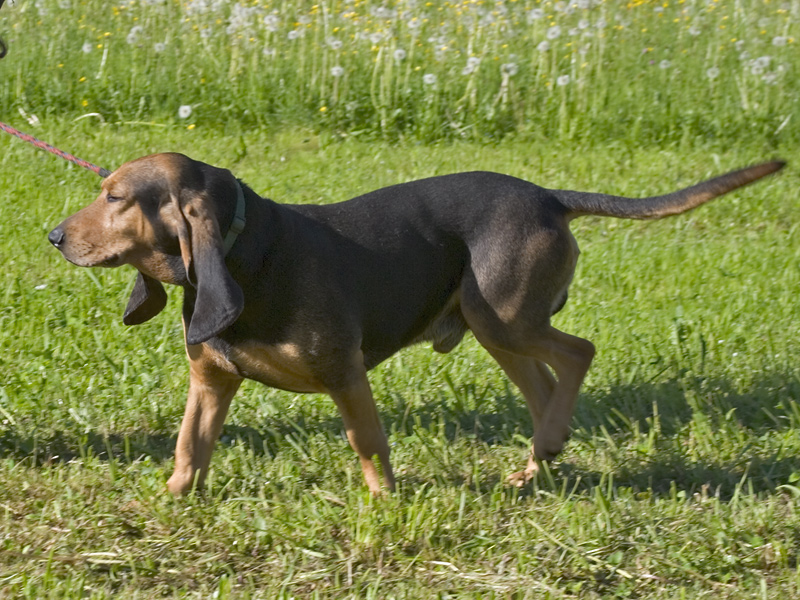
ジュラ・ハウンド

## 歴史
起源は不明だが、少なくとも14世紀以前から存在し、原産地で育成されてきた固有種である。
主にシカやノウサギ、キツネなどを狩るのに用いられる。獲物の臭いを追跡し、発見するとどこまでも追いかけて体力を奪い、仕留める。
本種も他のスイス・ハウンド種と同じく希少な犬種ではあるが、それらの中で唯一スイス外で規模のある飼育が行われている。飼育が行われている国はフランスで、実猟犬・ペットとして飼育するのに適していると注目され、犬種クラブも設立されている。しかしながら、スイスとフランス以外ではほとんど飼育されていないため、中々目にする機会のない犬である。大半の犬はショードッグとして飼育されている。

## 特徴
ジュラ・ハウンドの毛色はツートーンのブラウンかブラック・アンド・タンである。ベースカラーは明るいブラウンかタンで、それの背に濃いブラウンかブラックのサドルが入ったものである。ややがっしりした体つきで、脚は長い。のど下にはデューラップというたるみがある。他のスイス・ハウンドと比べると頭部は大きめである。耳は長い垂れ耳、尾は飾り毛のない先細りの垂れ尾。体高46〜58cm、体重15〜20kgの大型犬で、性格は忠実で従順、人懐こい。しつけの飲み込みと状況判断力は普通だが、友好的で家族以外の人や犬にも基本的に好意的に接する。スタミナが多く、運動量は莫大である。かかりやすい病気は耳が長く垂れているために起こりやすい外耳炎、デューラップにおきやすい皮膚疾患などがある。これらの病気はまめな耳掃除や蒸しタオルによる手入れで予防することができる。尚、吠え声は低くよく響くので、集合住宅での飼育にはあまり向いていない。